# Melcior de Rocabruna i Taverner
Melcior de Rocabruna i Taverner (?- 1835) fou un religiós i el darrer abat de Sant Pere de Besalú. El 1802 va permertre a la família Budellers establir-se a la vall de Portbou, en el que seria el primer assentament habitat d'aquest poble. El 1805 va permetre al pare Villanueva estudiar el fons documental del monestir, cosa que va permetre tenir un bon coneixement del conjunt, que després ha estat traslladat i parcialment perdut. Amb la invasió napoleònica va ordenar el trasllat de les relíquies i altres elements de culte, així com de part de l'arxiu, al santurari del Mont i un cop acabat el conflicte va preveure que els liberals podrien malmetre aquests tresors i els va repartir per la comarca, abans no retoressin al monestir. El 1829 es va encarregar de consagrar la nova església de Sant Llorenç de Sous, antic monestir que depenia del de Besalú.
El 1793 fou nomenat acadèmic de l'Acadèmia de Bones Lletres de Barcelona.
Va morir a principis de 1835 i a l'agost d'aquell mateix any el monestir era desamortitzat, tal com va preveure.